# Galaxie naine bleue compacte
Pour les articles homonymes, voir Galaxie naine et Naine bleue.

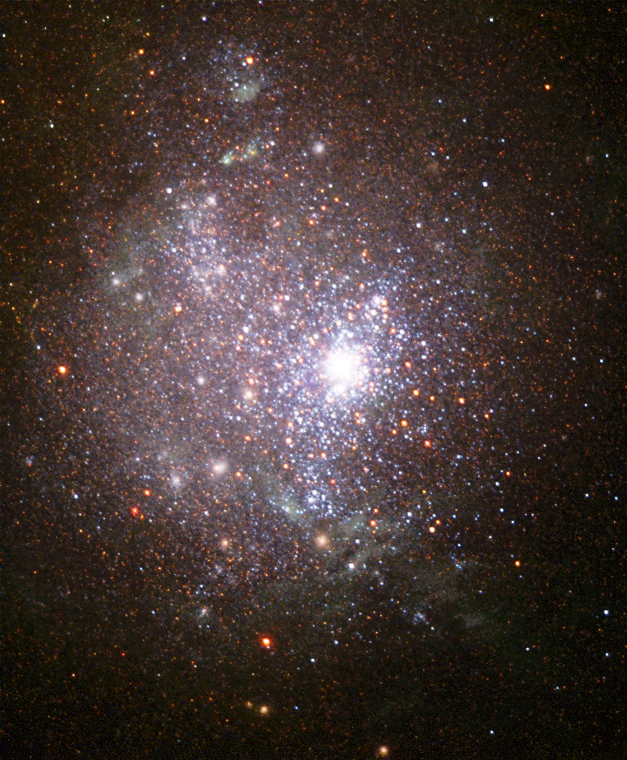
NGC 1705, une galaxie BCD proche de nous, vue par le télescope spatial Hubble.

Une galaxie naine bleue compacte (en anglais Blue Compact Dwarf Galaxy, ou BCD Galaxy) est une galaxie naine contenant de grands amas stellaires composés d'étoiles jeunes, chaudes et massives donnant à l'ensemble une couleur dominante bleue. Dans la mesure où elles sont constituées d'amas, ces galaxies n'ont pas de forme définie.
Les étoiles des galaxies BCD se forment par amas à des moments différents entre lesquels ces galaxies refroidissent et voient leurs nuages interstellaires se recondenser pour former de nouvelles générations d'étoiles.
Ces galaxies ne sont pas entièrement bleues et contiennent quantité d'étoiles de couleurs différentes, mais leur couleur dominante est bleue du fait de la surabondance d'étoiles jeunes chaudes et massives en leur sein,,,,.